# Gigadema
Gigadema é um género de coleópteros carabídeos pertencente à subfamília Anthiinae.

## Espécies
O género Gigadema contém as seguintes espécies:
- Gigadema biordinatum Sloane, 1914
- Gigadema bostocki Castelnau, 1867
- Gigadema dux Blackburn, 1901
- Gigadema froggatti Macleay, 1888
- Gigadema grande (Macleay, 1864)
- Gigadema gulare Sloane, 1914
- Gigadema longipenne (Germar, 1848)
- Gigadema mandibulare Blackburn, 1892
- Gigadema maxillare Sloane, 1914
- Gigadema nocte (Newman, 1842)
- Gigadema obscurum Sloane, 1914
- Gigadema rugaticolle Blackburn, 1901
- Gigadema sulcatum (Macleay, 1864)